# Saburo Shinosaki
Saburo Shinosaki (篠崎 三郎, Shinosaki Saburo) est un footballeur international japonais. Il évoluait au poste d'attaquant.

## Biographie
Saburo Shinosaki reçoit une seule et unique sélection en équipe du Japon, lors de l'année 1940.